# Йоте Вільгельм Турессон
Йоте Вільгельм Турессон (швед. Göte Wilhelm Turesson; 6 квітня 1892 — 30 грудня 1970) — шведський еволюційний біолог, ботанік.

## Біографія
Йоте Вільгельм Турессон народився 6 квітня 1892 року в Мальме У 1914 році він закінчив навчання в Університет Вашингтону та отримав ступінь бакалавра, у 1915 році - ступінь магістра. У 1923 році Турессон повернувся до Швеції і отримав ступінь доктора філософії у Лундському університеті. До 1927 року він читав лекції у Лундському університеті, у 1935-1958 роках був професором системаичної ботаніки та генетики у Сільськогосподарському коледжі (Swedish University of Agricultural Sciences).
Ідеї та висновки Туресона мали тривалий вплив на еволюційну біологію рослин. Він зробив значний внесок у екологічну генетику та запровадив терміни екотип та апоміксис. Турессон провів велику роботу, щоб продемонструвати наявність генетичної бази диференціації популяцій рослин. Ця робота суттєво відрізнялася від робіт більшості дослідників на той час, які вважали, що диференціація популяцій рослин обумовлена фенотиповою пластичністю. Окрім того, Турессон прийшов до висновку, що диференціація популяцій рослин в основному була обумовлена природним відбором. 
Йоте Вільгельм Турессон помер 30 грудня 1970 року в Уппсалі.

## Нагороди
Почесний член Ботанічного товариства Единбурга (1934), Лундського ботанічного товариства (1953), Генетичного товариства Японії (1958), Менделійського товариства в Лунді, 1960. Член-кореспондент Societas zoologica-botanica Fennica Vanamo (1945). Також був обраний членом Королівського фізіографічного товариства в Лунді (1939), Шведської академії сільського та лісового господарства (1945), Королівського товариства наук в Уппсалі (1945). Він був удостоєний почесної медалі Кристіана X. У 1958 році він був нагороджений престижною медаллю Дарвіна — Воллеса Лондонського Ліннеївського товариства.

## Окремі публікації
- Turesson, G. (1914). Slope exposure as a factor in the distribution of Pseudotsuga taxifolia in arid parts of Washington [Архівовано 6 березня 2016 у Wayback Machine.]. Bulletin of the Torrey Botanical Club 41 (6): 337-345.
- Turesson, G. (1922a). The species and variety as ecological units. Hereditas 3: 100-113.
- Turesson, G. (1922b). The genotypical response of the plant species to the habitat. Hereditas 3: 211-350.
- Turesson, G. (1925). The plant species in relation to habitat and climate. Hereditas 6: 147-236.